# نوریس برادبوری
نوریس برادبوری (انگلیسی: Norris Bradbury؛ زاده ۳۰ مهٔ ۱۹۰۹ – درگذشته ۲۰ اوت ۱۹۹۷) یک فیزیک‌دان در زمینه پروژه منهتن اهل ایالات متحده آمریکا بود.